# Raving Rabbids: Alive & Kicking
Raving Rabbids: Alive & Kicking é um jogo da série rabbids anunciado na conferência da Ubisoft durante a E3 2011 e lançado em 2011 no dia 4 de novembro na Europa e 8 de novembro na América do Norte. Este é o primeiro jogo da série Rabbids para o Xbox 360 requerendo o uso do acessório Kinect para jogar. É o primeiro jogo do Xbox 360 com multiplayer cooperativo para até quatro jogadores para jogar no mesmo console e também o primeiro titulo a ter um sistema de realidade aumentada usado no modo de customizaçâo e durante alguns minigames do jogo mostrando a imagem do jogador na téla. É o primeiro jogo lançado exclusivamente para o Xbox 360. 
A Ubisoft nâo tem planos para que este jogo tenha versões para qualquer outro sistema.